# Anthony Madigan
Pour les articles homonymes, voir Madigan.
Anthony  Morgan Madigan, dit Tony Madigan, est un boxeur australien né le 4 février 1930 à Sydney et mort le 29 octobre 2017.

## Carrière
Anthony Madigan participe à trois reprises aux Jeux olympiques (1952, 1956 et 1960). Aux Jeux olympiques d'été de 1960, il remporte la médaille de bronze dans la catégorie des mi-lourds.